# NGC 263

NGC 263

NGC 263 هي مجرة تتبع كوكبة قيطس. اكتشفها فرانسيس بريسيرفد ليفنوورث في 1886.

## روابط خارجية
- NGC 263 على موقع ويكي سكاي: DSS2, SDSS, GALEX, IRAS, Hydrogen α, X-Ray, Astrophoto, Sky Map, Articles and images